# Parc national du Mercantour
Parc national du Mercantour eller Nationalpark Mercantour er en af Frankrigs ti nationalparker, der ligger i den sydøstlige del af landet i regionen Provence-Alpes-Côte d'Azur. Den blev oprettet i 1979, og har omkring 800.000 besøgende om året, og har 600 km opmærkede vandreruter.

## Beskrivelse
Det beskyttede område omfatter 685 km², og består af et centralt ubeboet område omfattende
syv dale - Roya, Bévéra, Vésubie, Tinée, Haut Var/Cians (i Alpes-Maritimes) plus Verdon og Ubaye (i Alpes-de-Haute-Provence) - og en perifer zone omfattende 28 landsbyer. Mange af dem, f.eks. Belvédère ved indgangen til den spektakulære Gordolasquedal, skjuler store arkirektoniske rigdomme, f.eks adskillige kirker der er dekoreret med kalkmalerier og altre af primitive Niçois malere. Omkring Mont Bégo er der helleristninger fra slutningen af yngre stenalder og bronzealderen, hugget ud i skifer og granitklipper.

## Geografi
I hjertet af denne samling af bjergtoppe, som indbefatter det 3.143 meter høje Cime du Gélas der er det næsthøjeste i De maritime Alper, ligger den berømte Vallée des Merveilles, (den vidunderlige dal), der er registreret som historisk monument. Ved foden af Mont Bégo, kan klatrere besøge 37.000 helleristninger fra bronzealderen, med våben, bygninger, kvæg, og menneskefigurer der i nogle tilfælde kan virke mystiske. En mindre udfordrende destination er Musée des Merveilles i Tende.

## Flora
Ud over stenege, oliventræer, rhododendronner, ædel-, og andre graner, cembrafyr og lærkeetræer, findes i Mercantour mere end 2.000 arter af blomstrende planter, hvoraf 200 er meget sjældne: edelweiss og kranslilje er de mest kendte, men der er også stenbræk, husløg, Silene acaulis og ensian viser en mangefarvet palet om foråret. Mercantour er omfattet af et omfattende registrerings og monitoreringsprogram der skal identificere alle levende arter i området, organiseret af European Distributed Institute of Taxonomy (EDIT).

## Fauna
Vandrere har stor chance for at se gemser, som der lever flere tusinde af i parken, og kan ofte høre fløjt fra murmeldyr. Lækatten er sjældnere og lever mere skjult, ligesom stenbuk og muflon.
Der ud over er der en bred vifte af dyreliv i Mercantour: Kronhjort og rådyr i underskoven, harer og vildsvin, kongeørne og musvåger, adskillige arter af sommerfugle og endda 50 italienske ulve (Canis lupus italicus) som indvandrede her i begyndelsen af 1990'erne.

## Eksterne kilder og henvisninger
1. ↑  Valley of Marvels;
2. ↑  Jegues-Wolkiewiez, Chantale (1997) Des gravures de la vallée des merveilles au ciel du Mont Bego Dissertation, Laboratoire d'Ethnologie, UNSA
3. ↑  The Mercantour/Alpi Marittime All Taxa Biodiversity Inventory (ATBI): achievements and prospects på sciencepress.mnhn.fr/en 31. december 2015

- Wikimedia Commons har flere filer relateret til Parc national du Mercantour
- Officiel website Arkiveret 25. februar 2011 hos  Wayback Machine